# GMX
Global Message Exchange connu sous le nom de GMX, est un service gratuit de courrier électronique d'origine allemande appartenant à la société informatique United Internet AG. Les courriers électroniques reçus sur une adresse GMX peuvent être consultés depuis un navigateur web (grâce à la messagerie GMX) ou depuis un client de messagerie (grâce aux protocoles POP3 et IMAP).
Le service « GMX FreeMail » est aujourd'hui (2014) utilisé par plus de 13 000 000 d'utilisateurs en Europe, essentiellement en Allemagne, en Autriche et en Suisse.
GMX a ouvert ses portes en France sous le nom GMX Caramail à la suite du rachat des domaines de CaraMail en février 2009.

## Historique

### Création et évolution
GMX GmbH a été créé en avril 1998 en Allemagne par Karsten Schramm, Eric Dolatre, Peter Köhnkow et Raoul Haagen. En 2000, un changement de statut de l'entreprise est prévu afin qu'elle puisse être cotée en bourse. Cependant l'éclatement de la bulle Internet remet en cause cette introduction, qui est finalement annulée au dernier moment.
La société allemande United Internet AG est propriétaire de GMX, après être monté à 100 % du capital de l'entreprise en novembre 2001[réf. nécessaire]. Depuis, GMX a connu plusieurs évolutions : si le courrier électronique reste le produit principal de GMX, un portail est venu s'y ajouter, ainsi qu'un service de messagerie instantanée basé sur le protocole libre Jabber (GMX MultiMessenger), (mais supprimé début 2019), ainsi qu'un service de cloud, File Storage et des offres d'accès à Internet.
GMX possède actuellement[Quand ?] un centre de traitement de données de dernière génération à Karlsruhe : 25 000 serveurs y occupent une surface de 2 000 mètres carrés. Des serveurs sont également situés aux États-Unis.
Plus de 19 millions de boîtes de courrier électronique y sont hébergées, pour une capacité de 130 téraoctets.
Aujourd'hui[Quand ?], parmi les leaders du marché du courrier électronique[réf. souhaitée] en Allemagne avec plus de 8 millions d'utilisateurs, GMX a développé différentes offres gratuite (GMX FreeMail) et payantes (GMX ProMail, GMX TopMail et GMX MailXchange).

### Offre de services en français

GMX Caramail.

GMX est présent en France où il fournit un service en français depuis février 2009. Le lancement de la version francophone de GMX fait suite au rachat des noms de domaines CaraMail par United Internet à Lycos Europe, ce dernier ayant décidé de fermer le service.
Lors de son lancement GMX.fr propose aux utilisateurs une messagerie d'une capacité illimitée depuis août 2011 (5 Go auparavant), une protection antispam, un antivirus intégré, un espace de stockage de fichier de 2 Go et la possibilité de recevoir et d'envoyer des courriers électroniques depuis d'autres adresses (Yahoo, Gmail, Hotmail et tout service compatible POP3).

## Fonctionnalités
GMX CaraMail propose les fonctionnalités suivantes :
- Capacité de stockage de 65 Go[3], envoi de pièce jointes jusqu'à 50 Mo, répondeur automatique, règles de tri automatisé
- Importation d'autres adresses de courrier électroniques, via la fonction Mail Collector
- Gestion de 9 alias pour un seul compte utilisateur, en plus de l'adresse principale
- Live Emoticons : émoticônes interactives et personnalisables avec une webcam
- Connexion sécurisée grâce au protocole SSL
- Tri automatique des spams et filtrage des virus dans les courriers entrants
- Interface AJAX proposant l'organisation des mails grâce au glisser-déposer, les raccourcis claviers ou encore l'utilisation d'un menu contextuel via le clic droit
- Interface HTML simple − à fonctions limitées
- La version bureau propose les fonctions bureautiques Online Office aux formats odt, ods, et odp
- Stockage Cloud des fichiers (2 Go), carnet d'adresses et agenda en ligne compatibles CardDAV et CalDAV[4]
- Facebook Connect
- Chiffrement de bout en bout avec OpenPGP via l'extension Mailvelope
- La double authentification (A2F) est proposée (à activer dans les paramètres de sécurité du compte)
- L'application pour mobiles est verrouillable par un code PIN

En outre, GMX permet la lecture de courriers via un client de messagerie grâce à la mise à disposition des protocoles POP3 et IMAP, et permet l'envoi grâce au protocole SMTP. Toutefois, le transfert ou l'export des emails GMX n'est pas encore proposé vers une autre boîte mail (cela étant, il est possible de créer une règle de redirection, pour transférer une copie des emails d'une adresse GMX ou de chacun de ses alias, vers une autre adresse externe).